# 아브라함 카이퍼

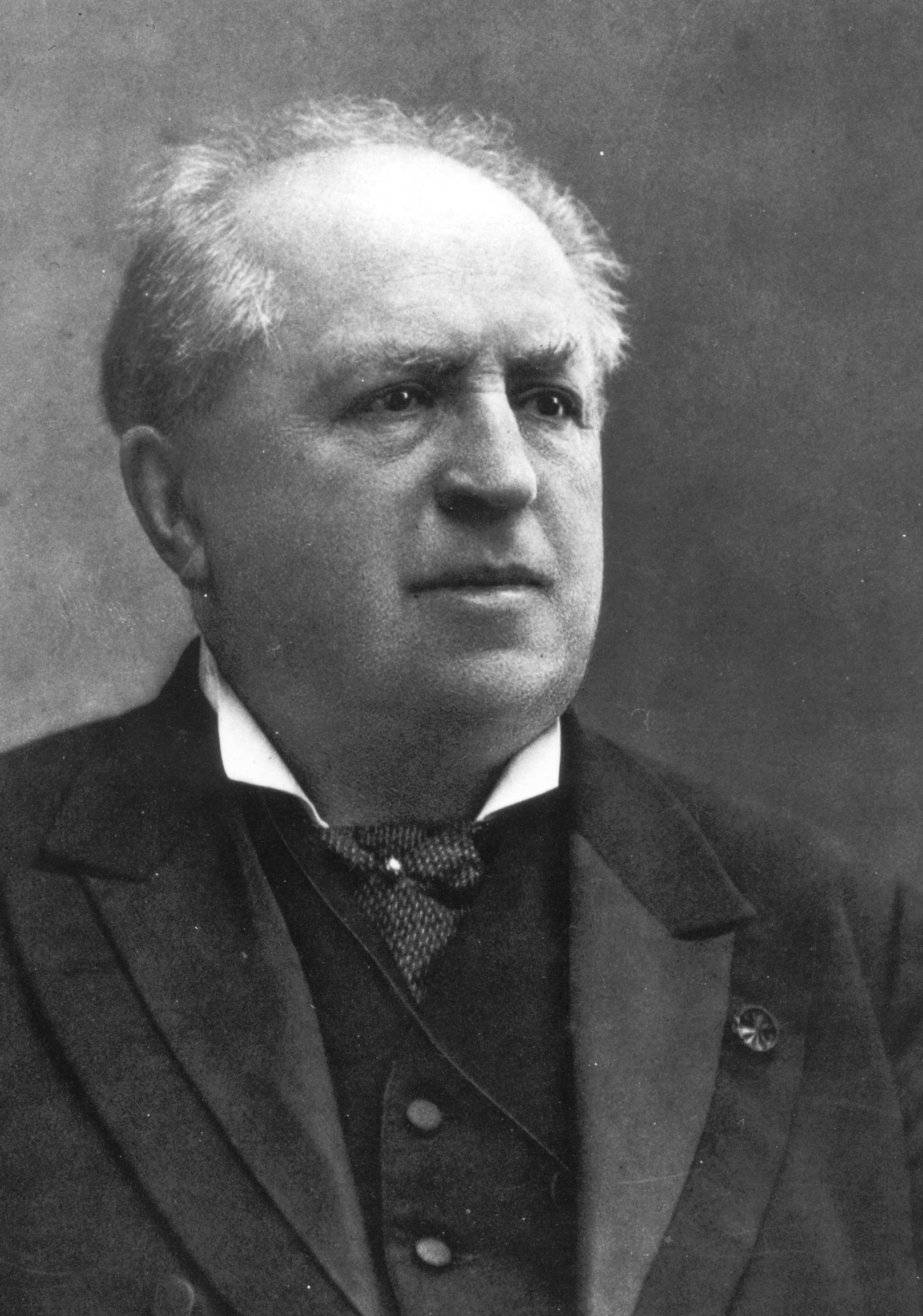
아브라함 카위퍼르

아브라함 카이퍼 또는 아브라함 카위퍼르(네덜란드어: Abraham Kuyper, 1837년 ~ 1920년)는 네덜란드의 수상이자 신학자이다. 신 칼뱅주의가 그에 의해 시작된 운동이다. 암스테르담 자유 대학교를 설립하고 기독교 정당인 반 혁명당을 설립하였다. 에른스트 트뢸치는 그의 저서 ' 기독인 교회의 사회적 고찰'에서 현대 칼빈주의 사상에 주요 인물이라고 평가했다.

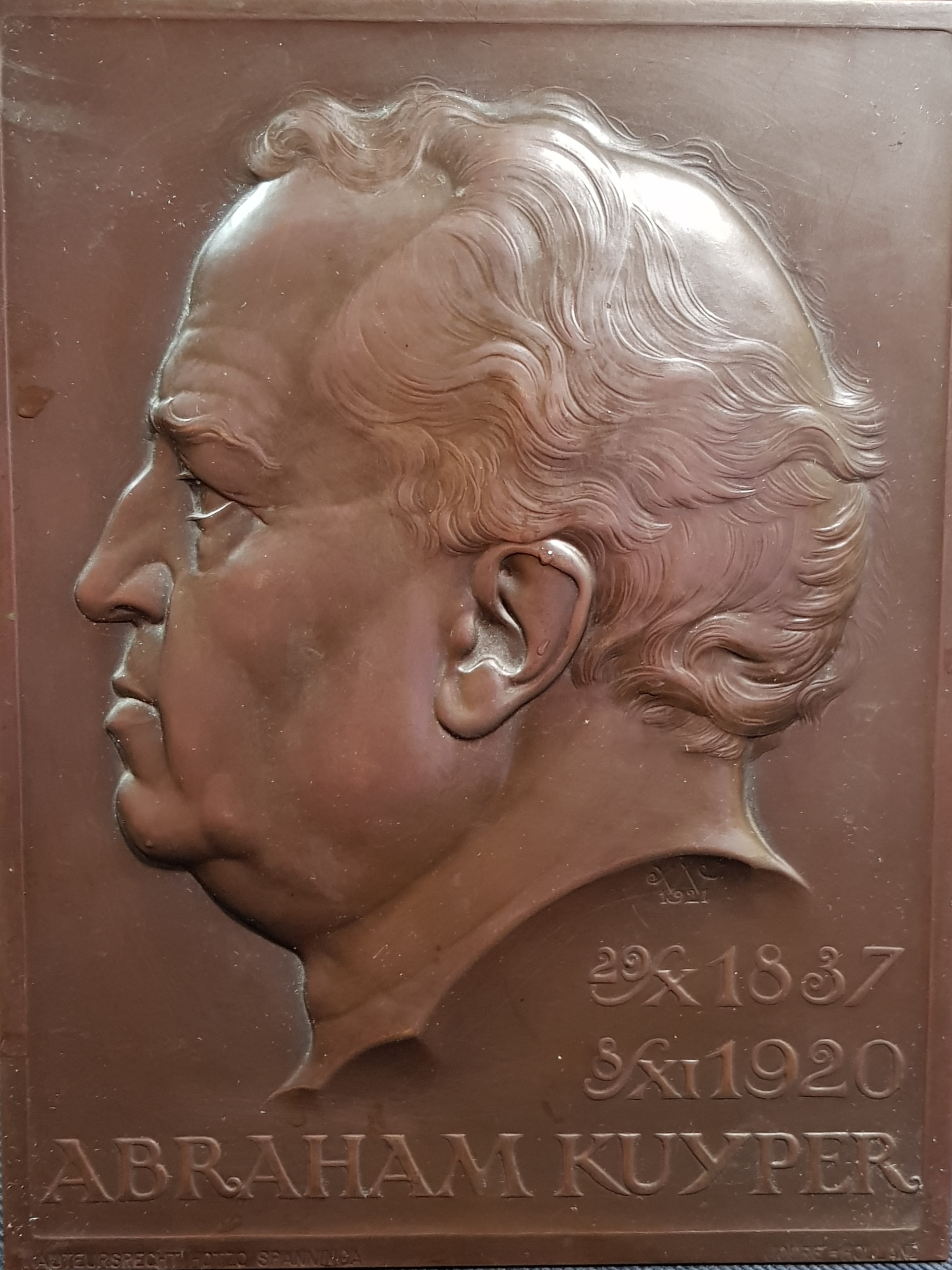
네덜란드의 수상이며 화란 자유대학의 설립자 아브라함 카이퍼 박사

## 생애
네덜란드 마슬라위스에서 얀 프레데릭 카위퍼르(Jan Frederik Kuyper) 목사의 장남으로 태어났다. 1858년에 수필경연대회에 참가하였는 데, 수필의 제목은 '존 칼빈과 존 알라스코의 비교'에 관한 것이었다. 그는 존 칼빈에 대하여는 자료를 찾을 수 있었지만, 존 알라스코에 대한 자료는 찾을 수 없어서 영국의 박물관에 요청하였지만 실패하였다. 그런데, 하아렘에 위치한 개혁교회 목사를 하나님의 섭리로 만나게 되어 그는 작품을 마치게 되어 결국 상을 받았다. 그 후에 영적침체의 시기가 그를 엄습하였는 데, 그 다음해에 샬롯 영이 지은 < 레드클리프의 상속인>이라는 소설을 읽고 깊은 감동을 받게 되었다. 그는 그의 자서전에서 그 책을 읽고 깊은 회심을 경험했다고 적었다.
카위퍼르는 네덜란드 농업공동체에서 처음으로 목회를 하면서 목축업자인 교우들의 순수한 신앙에 감동을 받았다. 예배가 끝나고 교우들이 모여서 "카위퍼르 목사님이 새로남을 경험하도록"기도를 했다고 한다. 그룬 반 프린스테레르에게 많은 영향을 받았다. 개혁교회 신학자로서 암스테르담 자유 대학교를 설립하고 네덜란드의 수상이 되었다. 그가 이끈 반혁명당은 기독교 정당이었고, 카이퍼는 정치 현장에서 많이 투쟁했다. 카이퍼는 교회의 목회자가 되는 것을 포기했고, 급기야 그가 성립했던 자유 대학의 교수직도 포기하였다. 카이퍼는 프랑스 혁명을 강하게 부인한 흐룬 판 프린스테러르를 이어 받아 작은 정부와 공화주의를 따르는 자가 되었다.
1898년 카위퍼르는 미국에 방문하는 기간 동안, 프린스턴 대학교에서 연설을 했는 데, 그것이 그 유명한 칼빈주의 강연이다. 리처드 마우교수는 1960년대 말에 이 강연을 접하고 감명을 받아 공적 삶에 적극적으로 가담하는 새로운 기독교적 전망을 갖게 되었다고 그의 저서에 기록하였다.

## 신학

### 신칼빈주의
카위퍼르는 네덜란드의 헤르만 바빙크·미국의 벤저민 워필드와 더불어 세계 3대 칼빈주의 신학자로 알려져 있으며, 그가 주장한 일반은총과 하나님의 영역 주권사상은 개혁신학에 많은 영향을 주었다. 미국의 프린스턴 신학교에 카이퍼 연구소가 있으며 한국에서는 정성구 박사가 설립한 한국칼빈주의 연구원에 카이퍼 관련 자료들이 많이 있다. 그는 인간 중심의 세계관에서 하나님 중심의 신본주의의 전환을 강조하였다. 기독교가 개인 신앙의 차원에서 삶 전체, 우주 전체의 모든 영역으로 확장돼야 함을 주장하였다.

### 성령론
존 오언의 성령론에 이어 개혁주의 성령론에 대한 책에서 그는 오순절적인 성령 강림은 다시는 없다고 주장하였다.

평가
아브라함 카이퍼의 신학을 넘는 것이 한편의 신 칼뱅주의 발전을 의미한다. 그의 관점들이  성경적인 주장과 얼마나 일치하는지 그리고 오늘날 이 시대의 상황속에서 그의 영역주권 사상이 더욱더 세밀하게 논리적으로 발전해야 할 것을 남겨두고 있다. 

## 같이 보기
- 신 칼뱅주의
- 암스테르담 자유 대학교
- 칼뱅주의
- 클라스 스힐더르
- 헤르만 바빙크
- 그룬 반 프린스테레르
- 정성구
- 리차드 마우
- 기독교 문화
- 기독교 세계관
- 영역 주권
- 하나님의 주권
- 일반 은총

## 저작
- Disquisitio historico-theologica, exhibens Johannis Calvini et Johannis à Lasco de Ecclesia Sententiarum inter se compositionem (Theological-historical dissertation showing the differences in the rules of the church, between John Calvin and John Łaski; his dissertation, 1862)
- Conservatisme en Orthodoxie (Conservatism and Orthodoxy; 1870)
- Het Calvinisme, oorsprong en waarborg onzer constitutionele vrijheden. Een nederlandse gedachte (Calvinism; the source and the safeguard of our constitutional freedoms. A Dutch thought; 1874)
- Ons Program (Our program; ARP political program, 1879)
- Antirevolutionair óók in uw huisgezin (Anti-revolutionary in your family too; 1880)
- Soevereiniteit in eigen kring (Sovereignty in its own circle; 1880)
- Handenarbeid (1889; Manual Labour)
- Maranatha (1891)
- Het sociale vraagstuk en de Christelijke Religie (The Social Question and the Christian Religion; 1891)
- Encyclopaedie der Heilige Godgeleerdheid (Encyclopedia of Sacred Theology; 1893–1895)
- Calvinisme (Lectures on Calvinism; six Stone lectures Kuyper held at Princeton in 1898)
- The South African Crisis (1900)
- De Gemene Gratie (Common Grace; 1902–1905)
- Parlementaire Redevoeringen (parliamentary speeches; 1908–1910)
- Starrentritsen (1915)
- Antirevolutionaire Staatkunde (Anti-revolutionary politics; 1916–1917)
- Vrouwen uit de Heilige schrift (Women from the Holy scripture; 1897)
- Principles of Sacred Theology. : 모형적(ectypal) 신학에 본질에 대하여 자세하게 연구.

### 2차 문헌
- Abraham Kuyper. Conservatism, and Church and State (Mark J. Larson, Wipf and Stock, 2015)

### 번역된 저서
- 칼빈주의 강연 ( 김기찬 옮김, 크리스챤 다이제스트 )
- 리처드 마우가 개인적으로 간략하게 소개하는 아브라함 카이퍼 ( 리처드 마우, SFC(학생신앙운동), 2015)
- 아브라함 카이퍼의 정치 강령 (손기화 옮김, 새물결플러스,2015)
- 아브라함 카이퍼: 칼빈주의 개혁자 아브라함 카이퍼의 일생 (윌리엄 B 에드먼스 저, 도서출판 빛나라,2017)
- 그리스도가 왕이 되게 하라 ( 루이스 프람스마, 이상웅/김상래 역, 복있는 사람, 2011)
- 일반 은혜.1 (임원주 옮김, 부흥과개혁사, 2017)
- 하나님께 가까이: 카이퍼의 경건 명상록 (정성구 옮김, CH북스, 2019)